# ان‌جی‌سی ۴۸۸۱
ان‌جی‌سی ۴۸۸۱(به انگلیسی: NGC 4881) یک کهکشان بیضوی در فاصله ۳۵۲ میلییون سال نوری در صورت فلکی گیسو است. و توسط هنریش لوئیس دی ارست در ۱۸۶۵ کشف شد.